# Jessica Alba
Jessica Marie Alba (Pomona, Kalifornia, 1981. április 28. –) amerikai színésznő, üzletasszony.
Tizenhárom évesen kezdett színészkedni, 1994-ben szerepelt a Seholsincs csapat című kalandfilmben, illetve az Alex Mack titkos élete című sorozatban. A Sötét angyal (2000–2002) főszereplőjeként vált ismert színésznővé, alakítását Golden Globe-díjra jelölték.
Az áttörést a 2003-as Honey hozta el számára. Hollywoodi színésznőként játszott a Fantasztikus Négyes (2005), A Fantasztikus Négyes és az Ezüst Utazó (2007), A kabalapasi (2007), A Szem (2008), a Valentin nap (2010), az Utódomra ütök (2010) és A mestergyilkos – Feltámadás (2016) című filmekben. Gyakran dolgozik együtt Robert Rodríguez filmrendezővel: feltűnt a Sin City – A bűn városa (2005), a Machete (2010), a Kémkölykök 4D: A világ minden ideje (2011), a Machete gyilkol (2013) és a Sin City: Ölni tudnál érte (2014) című filmjeiben.
2019–2020 között a Los Angeles legjobbjai televíziós sorozat főszereplője volt.

## Gyermekkora
Jessica a kaliforniai Pomonában született Mark Alba és Catherine gyermekeként. Mark mexikói-amerikai, míg Catherine francia és dán származású. Anyai nagyapja 30 éven keresztül tengerészgyalogos volt és a Csendes-óceánon szolgált. Van egy testvére, akit Joshuának hívnak. A szülei a testvérével együtt egyetemre járatták. Az apja a légierőnek dolgozott, először Mississippiben, majd Texasban. Alba gyerekkorában nagyon sok betegséggel küzdött: egy évben 4-5 tüdőgyulladása volt és cisztája is volt a manduláin. Ez elszigetelte őt az iskolában a gyerekektől, mert annyit volt kórházban, hogy senki nem ismerte meg eléggé ahhoz, hogy barátkozzanak vele.

## A Dark Angel után
Azóta a legfigyelemreméltóbb szerepe talán a Honey című 2003-as táncfilmben volt, amelyben egy táncos-koreográfust alakított. A Sin City – A bűn városa (2005) című képregényfilmben a sztriptíztáncosnő Nancy Callahan szerepét kapta meg, a Fantasztikus Négyes (2005) című szuperhősfilmben pedig Láthatatlan Lányt alakította.
2000-ben a #8 lett a Maxim magazin a világ 100 legszexisebb nője listán. 2006 márciusában a Playboy Jessica Albát az év legszexibb nőjének nevezte. De a színésznő pereskedett az ügyben, hiszen a magazin olyan képeket tett közzé róla, amibe ő nem egyezett bele. Mindazonáltal ejtette a pert, ugyanis egy személyes bocsánatkérést kapott Hugh Hefnertől, a Playboy atyjától.
2006-ban az Askmen.com olvasói megszavazták a 99 női sztár közül a legszebbnek, legszexibbnek, míg 2007-ben a Maxim magazin a 2. helyre helyezte Albát Lindsay Lohan után.
2007 májusában (amerikai és angol kiadások) nyolcmillió szavazat után az FHM is 2007 legszexisebb nőjének választotta. Jessica Alba azonban ezeknek nem örült azért annyira: ugyanis ő azt szeretné, hogy ne egy szexcicaként ismerjék, hanem igazi színésznőként. Ezért, hogy építse karrierjét, egy interjúban kijelentette, hogy válogatósabb lesz a filmjeit illetően.

## Magánélete
2001 és 2003 között Michael Weatherly-vel, a Dark Angel egyik szereplőjével élt párkapcsolatban, majd három év együttlét után hozzáment Cash Warren filmproducerhez.
Három gyermeknek adott életet: Honor Marie Warren (2008), Haven Garner Warren (2011), Hayes Alba Warren (2017).

## Filmográfia

### Film
| Év   | Magyar cím                              | Eredeti cím                               | Szerep                       | Magyar hang        | Rendező               |
| ---- | --------------------------------------- | ----------------------------------------- | ---------------------------- | ------------------ | --------------------- |
| 1994 | Seholsincs csapat                       | Camp Nowhere                              | Gail                         |                    | Jonathan Prince       |
| 1995 |                                         | Venus Rising                              | Eve fiatalon                 |                    | Leora Barish          |
| 1995 | Edgar Michael Bravo                     | Venus Rising                              | Eve fiatalon                 |                    |                       |
| 1999 | X-kölykök                               | P.U.N.K.S.                                | Samantha Swobod              |                    | Sean McNamara         |
| 1999 | A bambanő                               | Never Been Kissed                         | Kirsten Liosis               | Szénási Kata       | Raja Gosnell          |
| 1999 | Kéz-őrület                              | Idle Hands                                | Molly                        | Dögei Éva          | Rodman Flender        |
| 2000 | Paranoid                                | Paranoid                                  | Chloe                        | Szénási Kata       | John Duigan           |
| 2003 | A nyelvtanárnő                          | The Sleeping Dictionary                   | Selima                       | Szénási Kata       | Guy Jenkin            |
| 2003 | Honey                                   | Honey                                     | Honey Daniels                | Szénási Kata       | Bille Woodruff        |
| 2005 | Sin City – A bűn városa                 | Sin City                                  | Nancy Callahan               | Major Melinda      | Robert Rodríguez (1.) |
| 2005 | Sin City – A bűn városa                 | Sin City                                  | Nancy Callahan               | Major Melinda      | Frank Miller (1.)     |
| 2005 | Fantasztikus Négyes                     | Fantastic Four                            | Sue Storm / Láthatatlan Lány | Kökényessy Ági     | Tim Story (1.)        |
| 2005 | A tenger vadjai                         | Into the Blue                             | Sam                          | Szénási Kata       | John Stockwell        |
| 2007 |                                         | The Ten                                   | Liz Anne Blazer              |                    | David Wain            |
| 2007 | Felkoppintva                            | Knocked Up                                | önmaga (cameo)               | Bogdányi Titanilla | Judd Apatow           |
| 2007 | A Fantasztikus Négyes és az Ezüst Utazó | Fantastic 4: Rise of the Silver Surfer    | Sue Storm / Láthatatlan lány | Kökényessy Ági     | Tim Story (2.)        |
| 2007 | A kabalapasi                            | Good Luck Chuck                           | Cam Wexler                   | Zsigmond Tamara    | Mark Helfrich         |
| 2007 | Ne hagyd magad, Bill!                   | Meet Bill                                 | Lucy                         | Kisfalvi Krisztina | Bernie Goldmann       |
| 2007 | Ne hagyd magad, Bill!                   | Meet Bill                                 | Lucy                         | Kisfalvi Krisztina | Melisa Wallack        |
| 2007 | Éberség                                 | Awake                                     | Sam Lockwood                 | Bogdányi Titanilla | Joby Harold           |
| 2008 | A Szem                                  | The Eye                                   | Sydney Wells                 | Bogdányi Titanilla | David Moreau          |
| 2008 | A Szem                                  | The Eye                                   | Sydney Wells                 | Bogdányi Titanilla | Xavier Palud          |
| 2008 | Love Guru                               | The Love Guru                             | Jane Bullard                 | Kéri Kitty         | Marco Schnabel        |
| 2010 | A gyilkos bennem él                     | The Killer Inside Me                      | Joyce Lakeland               | Bogdányi Titanilla | Michael Winterbottom  |
| 2010 | Valentin nap                            | Valentine's Day                           | Morley Clarkson              | Zakariás Éva       | Garry Marshall        |
| 2010 | Machete                                 | Machete                                   | Sartana Rivera               | Solecki Janka      | Robert Rodríguez (2.) |
| 2010 | Machete                                 | Machete                                   | Sartana Rivera               | Solecki Janka      | Ethan Maniquis        |
| 2010 | Láthatatlan jel                         | An Invisible Sign                         | Mona Gray                    | Vadász Bea         | Marilyn Agrelo        |
| 2010 | Utódomra ütök                           | Little Fockers                            | Andi Garcia                  | Gubás Gabi         | Paul Weitz            |
| 2011 | Kémkölykök 4D: A világ minden ideje     | Spy Kids: All the Time in the World in 4D | Marissa Wilson               | Pikali Gerda       | Robert Rodríguez (3.) |
| 2013 | Elvált Szülők Felnőtt Gyermekei         | A.C.O.D.                                  | Michelle                     | Szilágyi Csenge    | Stu Zicherman         |
| 2013 | A szörny mentőakció                     | Escape from Planet Earth                  | Lena Thackleman (hangja)     | Sipos Eszter Anna  | Cal Brunker           |
| 2013 | Machete gyilkol                         | Machete Kills                             | Sartana Rivera (cameo)       | Solecki Janka      | Robert Rodríguez (4.) |
| 2014 | Sin City: Ölni tudnál érte              | Sin City: A Dame to Kill For              | Nancy Callahan               | Major Melinda      | Robert Rodríguez (5.) |
| 2014 | Sin City: Ölni tudnál érte              | Sin City: A Dame to Kill For              | Nancy Callahan               | Major Melinda      | Frank Miller (2.)     |
| 2014 | Felnyomva                               | Stretch                                   | Charlie                      | Solecki Janka      | Joe Carnahan          |
| 2014 | Szerelem, angolosan                     | Some Kind of Beautiful                    | Kate                         | Bognár Anna        | Tom Vaughan           |
| 2015 | Gyilkos gimi                            | Barely Lethal                             | Victoria Knox                | Zakariás Éva       | Kyle Newman           |
| 2015 | Gyilkos gimi                            | Barely Lethal                             | Victoria Knox                | Sipos Eszter Anna  | Kyle Newman           |
| 2015 | Törtetők                                | Entourage                                 | önmaga (cameo)               | Bogdányi Titanilla | Doug Ellin            |
| 2015 | A szerelem epizódjai                    | Baby, Baby, Baby                          | Susie                        | Czirják Csilla     | Brian Klugman         |
| 2016 | A lepel                                 | The Veil                                  | Maggie Prince                | Solecki Janka      | Phil Joanou           |
| 2016 | Kedves Eleanor                          | Dear Eleanor                              | Daisy                        | Solecki Janka      | Kevin Connolly        |
| 2016 | A mestergyilkos – Feltámadás            | Mechanic: Resurrection                    | Gina                         | Solecki Janka      | Dennis Gansel         |
| 2017 |                                         | El Camino Christmas                       | Beth Flowers                 |                    | David E. Talbert      |
| 2019 |                                         | Killers Anonymous                         | Jade                         |                    | Martin Owen           |
| 2024 | Robbanáspont                            | Trigger Warning                           | Parker                       | Bogdányi Titanilla | Mouly Surya           |

### Televízió

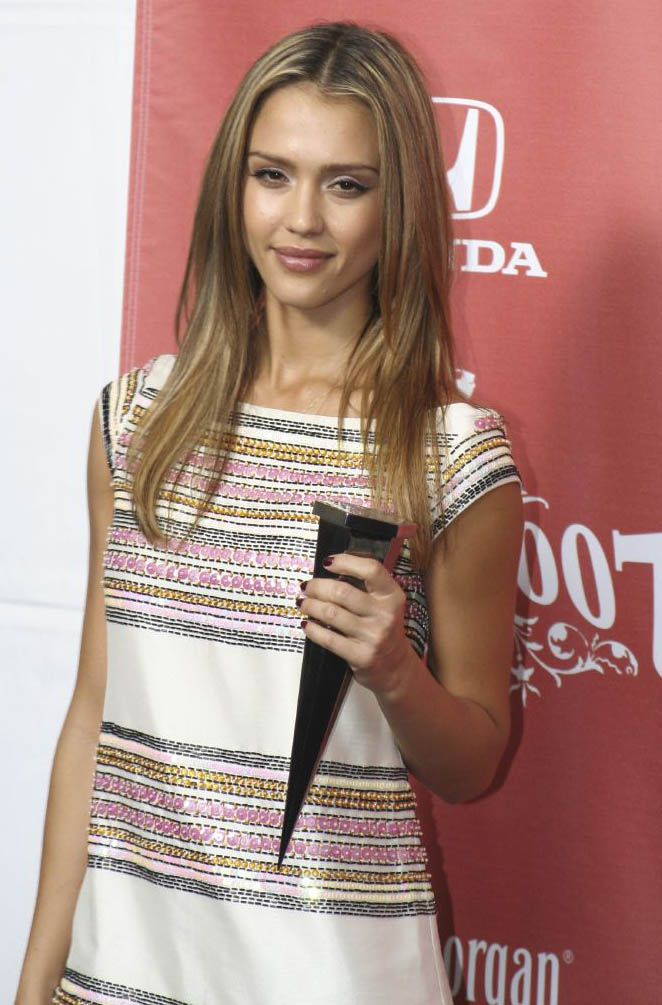
2007-ben

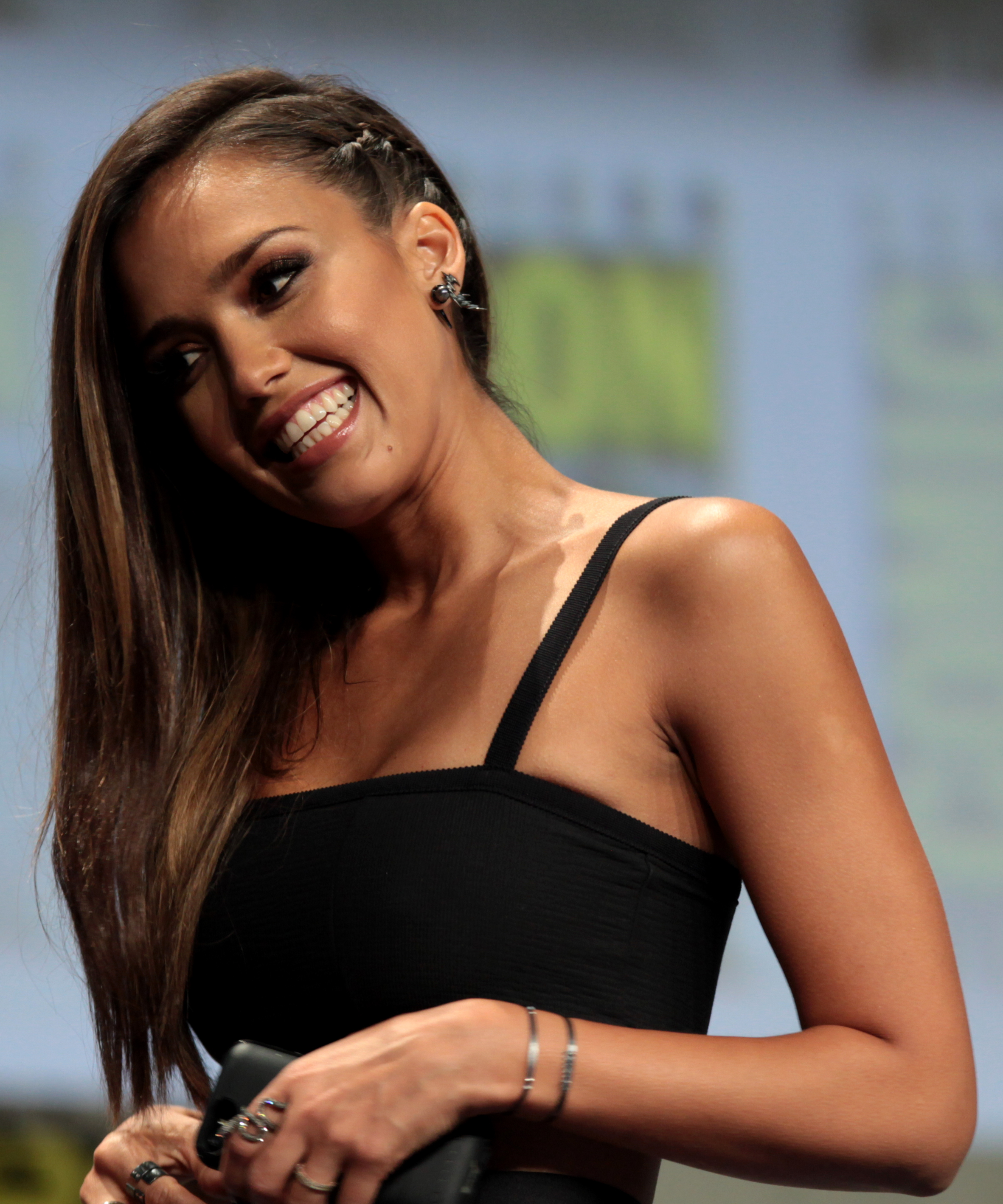
2014-ben

| Év        | Magyar cím                  | Eredeti cím                   | Szerep                   | Megjegyzések                                  |
| --------- | --------------------------- | ----------------------------- | ------------------------ | --------------------------------------------- |
| 1994      | Alex Mack titkos élete      | The Secret World of Alex Mack | Jessica                  | 3 epizód                                      |
| 1995–1997 | Flipper legújabb kalandjai  | Flipper                       | Maya Graham              | állandó szereplő                              |
| 1996      |                             | ABC Afterschool Specials      | Christy                  | 1 epizód                                      |
| 1996      | Chicago Hope kórház         | Chicago Hope                  | Florie Hernandez         | 1 epizód                                      |
| 1998      | Beverly Hills 90210         | Beverly Hills, 90210          | Leanne                   | 2 epizód                                      |
| 1998      |                             | Brooklyn South                | Melissa Hauer            | 1 epizód                                      |
| 1998      |                             | Love Boat: The Next Wave      | Layla                    | 1 epizód                                      |
| 2000–2002 | Sötét angyal                | Dark Angel                    | Max Guevara / X5-452     | főszereplő                                    |
| 2003      | Mad TV                      | MADtv                         | Jessica Simpson          | 1 epizód                                      |
| 2004      | Törtetők                    | Entourage                     | önmaga                   | 1 epizód                                      |
| 2005      |                             | Trippin'                      | önmaga                   | 2 epizód                                      |
| 2009      | Office                      | The Office                    | Sophie                   | 1 epizód                                      |
| 2010      | Leendő divatdiktátorok      | Project Runway                | önmaga (vendég zsűritag) | 1 epizód                                      |
| 2013      |                             | Comedy Bang! Bang!            | önmaga                   | 1 epizód                                      |
| 2014      |                             | The Spoils of Babylon         | Dixie Mellonworth        | 4 epizód                                      |
| 2015      | RuPaul – Drag Queen leszek! | RuPaul's Drag Race            | önmaga (vendég zsűritag) | 1 epizód                                      |
| 2017      |                             | Planet of the Apps            | önmaga                   | realityshow                                   |
| 2018      |                             | No Activity                   | önmaga                   | 1 epizód                                      |
| 2019–2020 | Los Angeles legjobbjai      | L.A.'s Finest                 | Nancy McKenna            | - főszereplő - magyar hangja: - Solecki Janka |
| 2023      | A StoryBotok válaszolnak    | StoryBots: Answer Time        | Ms. Pizzaszállító Lady   | 1 epizód                                      |
| 2025      | Túl sok                     | Too Much                      | önmaga                   | - 1 epizód - magyar hangja: - Ténai Petra     |

## Díjak és jelölések
- 2001: Szaturnusz-díj: a legjobb színésznőnek a TV kategóriában – Sötét angyal
- 2001: TV Guide Awards: az év felfedezettje – Sötét angyal
- 2001: Teen Choice Awards: legjobb színésznő – Sötét angyal
- 2006: MTV Movie Awards: a legszexibb előadásért – Sin City – A bűn városa
- 2007: Teen Choice Awards: legjobb színésznő
- 2011: Arany Málna díj: a legrosszabb női epizódszereplő – The Killer Inside Me
- 2011: Arany Málna díj: a legrosszabb női epizódszereplő – Machete
- 2011: Arany Málna díj: a legrosszabb női epizódszereplő – Utódomra ütök
- 2011: Arany Málna díj: a legrosszabb női epizódszereplő – Valentin nap
- 2001: Golden Globe-díj jelölés: a legjobb színésznő dráma tv-sorozatban - Sötét angyal
- 2006: Arany Málna díj jelölés: a legrosszabb színésznő – Fantasztikus négyes
- 2008: Arany Málna díj jelölés: a legrosszabb színésznő – Éberség
- 2008: Arany Málna díj jelölés: a legrosszabb páros – Éberség
- 2009: Arany Málna díj jelölés: a legrosszabb színésznő – A Szem
- 2003: 20. a 2003 Maxim Hot 100 listán
- 2004: 9. a 2004 Maxim Hot 100 listán
- 2005: 5. a 2005 Maxim Hot 100 listán
- 2006: 2. a 2006 Maxim Hot 100 listán
- 2007: 2. a 2007 Maxim Hot 100 listán

## Fordítás
- Ez a szócikk részben vagy egészben  a   Jessica Alba című angol Wikipédia-szócikk ezen változatának fordításán alapul.  Az eredeti cikk szerkesztőit annak laptörténete sorolja fel. Ez a jelzés csupán a megfogalmazás eredetét és a szerzői jogokat jelzi, nem szolgál a cikkben szereplő információk forrásmegjelöléseként.